# Cmentarz komunalny w Ustce

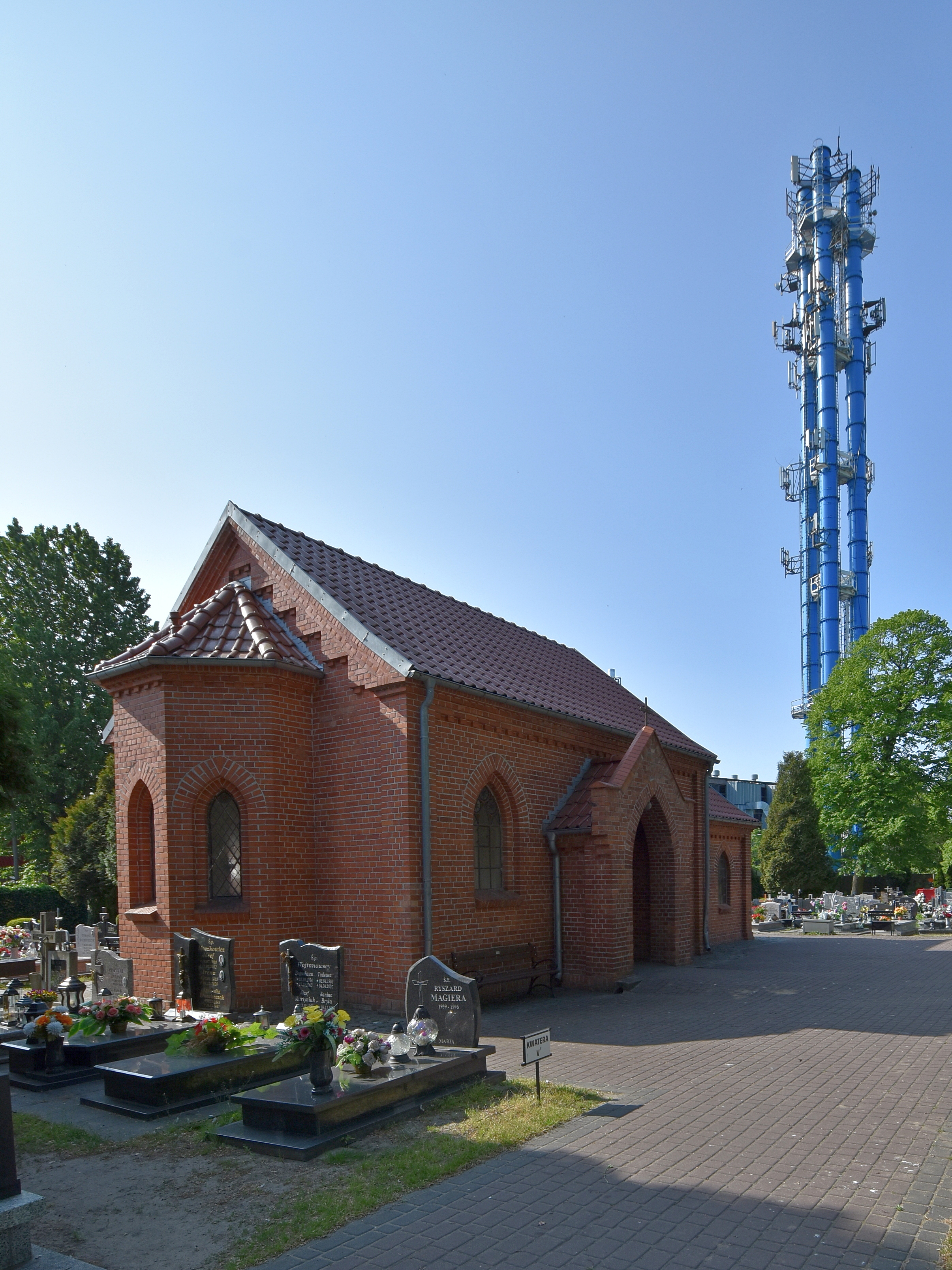
Kaplica cmentarna

Cmentarz komunalny w Ustce – położony w Ustce przy ulicy ks. kard. Stefana Wyszyńskiego 5 jedyny istniejący cmentarz w mieście wytyczony w 1808 r.

## Historia
Do sierpnia 1808 r. w Ustce znajdował się jeden niewielki cmentarz w pobliżu nieistniejącego już dziś kościoła św. Jana Chrzciciela i św. Mikołaja (obecnie Skwer im. Jana Pawła II). Zamknęły go władze francuskie ze względów sanitarnych. Wtedy też wytyczono nowe miejsce na pochówek zmarłych za granicami ówczesnej wsi.
Po II wojnie światowej ustczanie szanowali niemieckie pochówki ewangelickie sprzed 1945 r. na cmentarzu, nie niszczono ich. Groby nazistowskie zaś dewastowano i często wykorzystywano do celów uwłaczającym godności zmarłych, np. jako pokrywa studzienki kanalizacyjnej. Przedwojenne nagrobki usunięte zostały dopiero w II połowie lat 70. decyzją odgórną.

## Pochowani
- Leszek Bakuła – pisarz[6]
- Eugeniusz Brzóska – jeden z pierwszych polskich mieszkańców powojennej Ustki, piekarz, założyciel Muzeum Chleba w Ustce[7][8]
- Jacek Graczyk – samorządowiec, trzykrotny burmistrz Ustki[9]
- Mieczysław Kościelniak – malarz, rysownik, grafik, więźniarz obozu koncentracyjnego Auschwitz-Birkenau[10]
- Marian Majkowski – architekt, pisarz kaszubski, odznaczony Krzyżem Zasługi[11]